# Herkulesfontänen

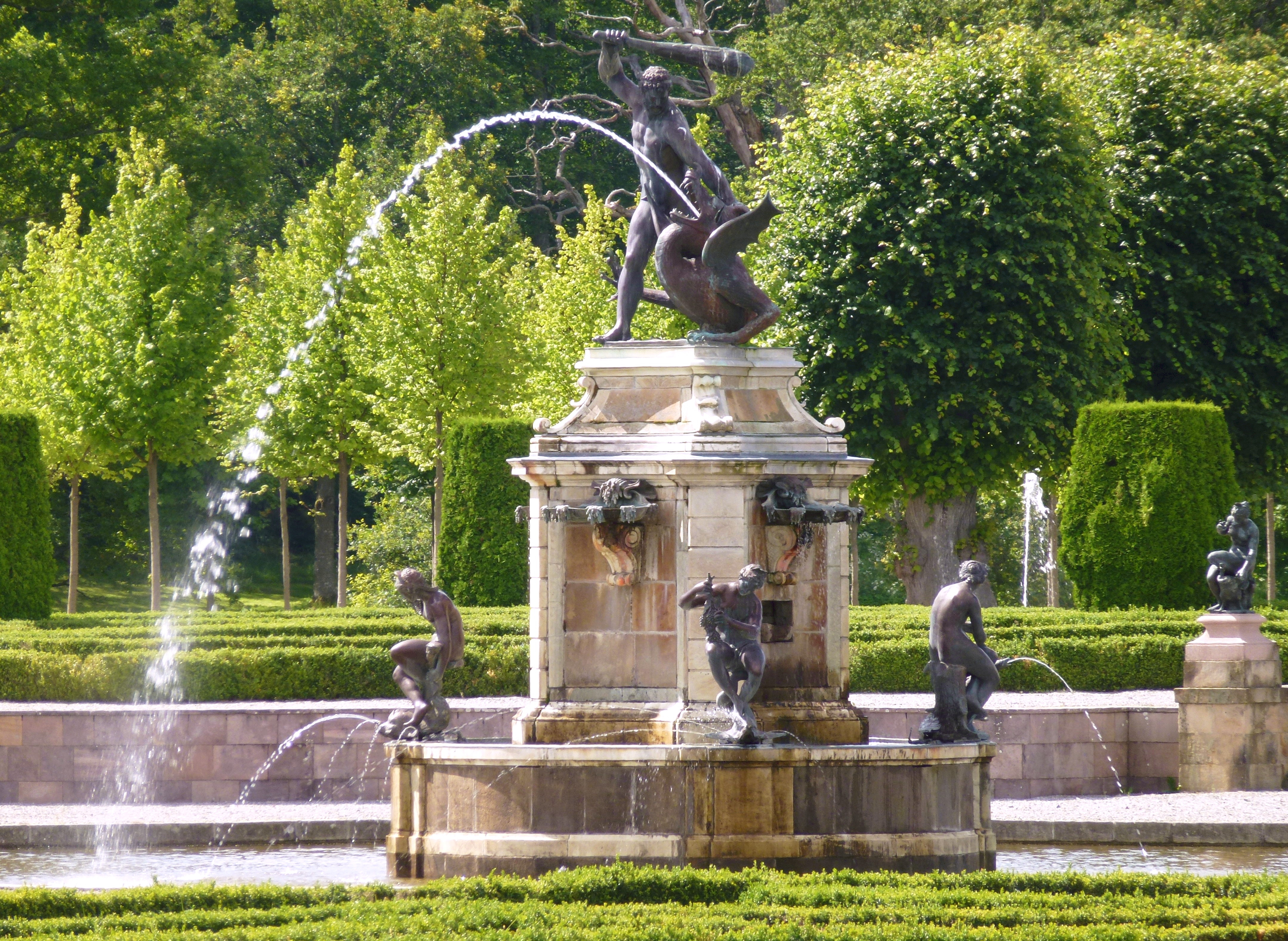
Herkulesfontänen, Drottningholms slott.

Herkulesfontänen är en fontän formgiven av Nicodemus Tessin d.y., och med skulpturer av huvudsakligen Adriaen de Vries, i Drottningholms slottspark på Lovön, Stockholms län.

## Historik
Herkulesfontänen uppfördes under senare delen av 1680-talet och placerades utefter centralaxeln, mellan parterrerna i barockdelen av Drottningholms slottspark, lustträdgården. Den är en av de mest prominenta konstnärliga utsmyckningarna i parken. Änkedrottning Hedvig Eleonora hade ursprungligen planerat en skulpturgrupp av Nicolaes Millich på denna plats, men ångrat sig innan beställningen fullgjorts.I stället flyttades från 1684 tidigare magasinerade bronsskulpturer av främst Adriaen de Vries, vilka tagits som krigsrov i Prag under trettioåriga krigets slutskede 1648, till Drottningholms slottspark.

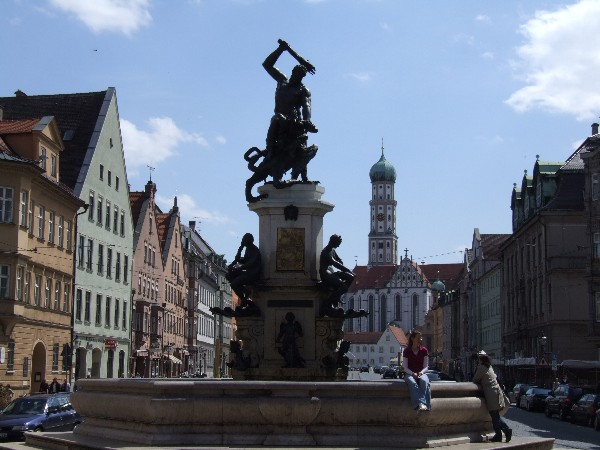
Herkulesbrunnen i Augsburg, Tyskland

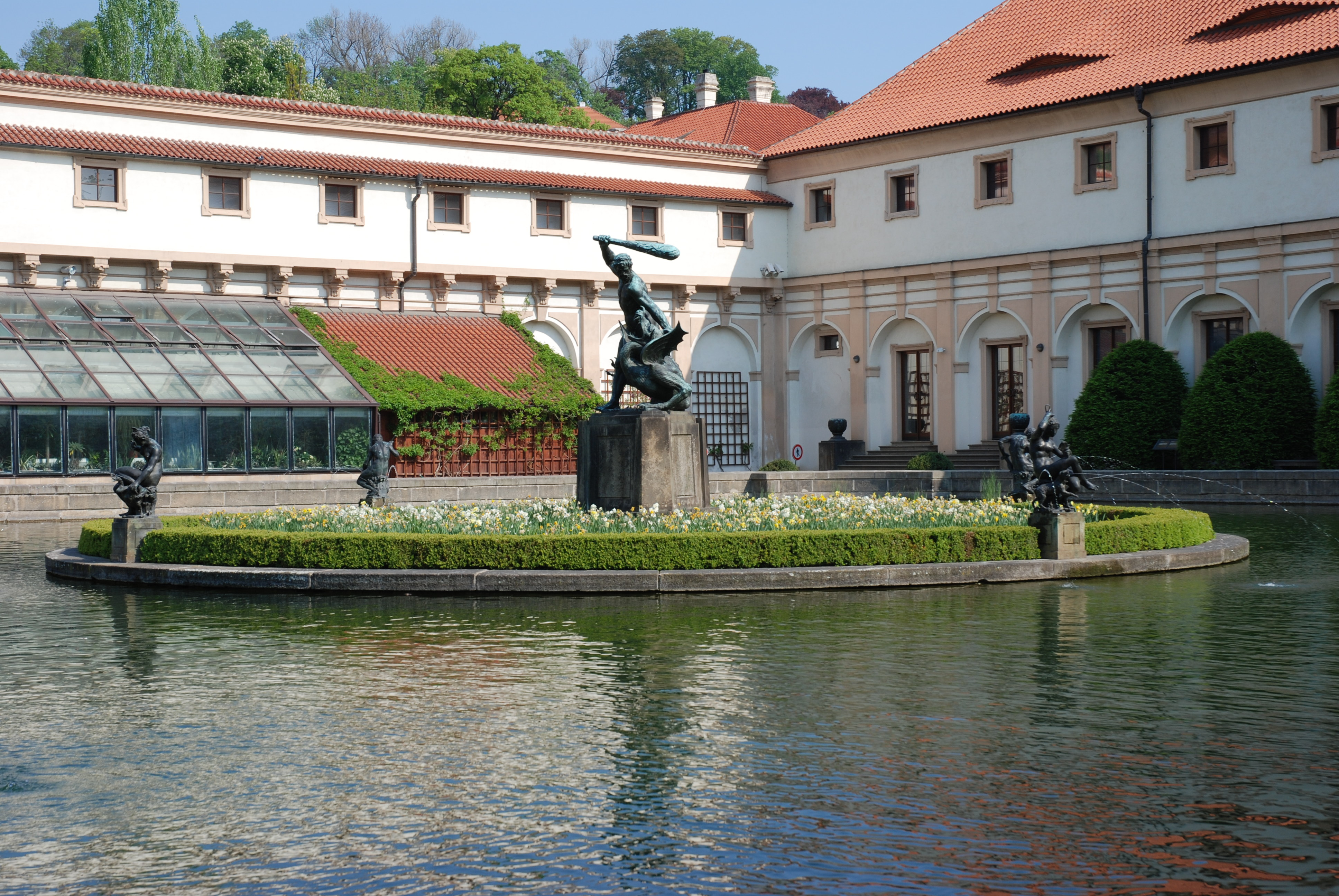
Herkules i strid med draken i Wallensteinträdgården i Prag

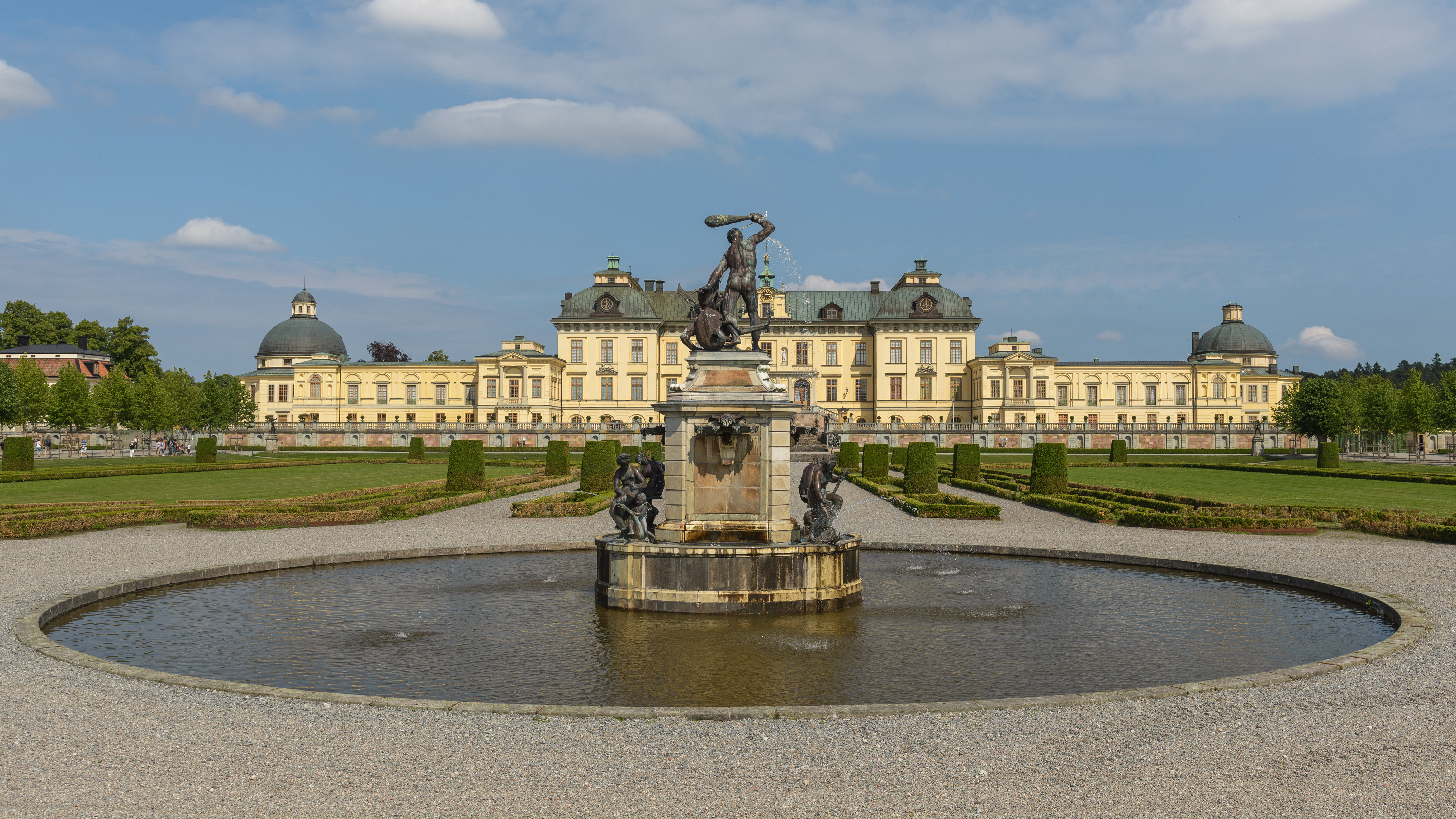
Fontänen med Drottningholms slott i bakgrunden.

Nicodemus Tessin d.y. formgav den centralt placerade fontänen, baserad på Adriaen de Vries skulptur Herkules i strid med draken från Prag, tidigare magasinerad i eller uppställd vid Ulriksdals slott. Byggnadsarbetena påbörjades 1684 med grundläggningsarbeten för bassängen i sandsten. Tessin hade under sin första utrikesresa 1673 sett Adriaen de Vries Herkulesbrunn i Augsburg från 1597-1602 och denna var en utgångspunkt för Drottningholmsfontänen. Herkulesbrunnen har, förutom Herkulesskulpturen med draken, femton enskilda skulpturer i mindre storlek: uppifrån tre lejonhuvuden, omväxlande tre najader med olika utformning och tre reliefer med anknytning till Augsburg samt tre flodgudar med urna omväxlande med tre putti med gås i olika utformning,
För Herkulesfontänen i Drottningholm placerade Tessin Herkulesskulpturen på en lägre åttkantig pelare med fyra nischer, utförd med en gråstenskärna och klädd med italiensk och svensk marmor, och komponerade in färre enskilda skulpturer än vad de Vries gjort för Augsburgfontänen. I de fyra nischerna på sockeln sattes musslor i brons, som ritats av Tessin. Senare ersattes dessa av andra musslor av brons, skulpterade av Kaspar Schröder och gjutna 1699, eftersom de ursprungliga visat sig vara för tunga för sockeln. På bassängkantens fyra hörn placerades tre exemplar av bronsskulpturen Najad på delfin, som ursprungligen kom från de Vries' Neptunusfontän på Frederiksborgs slott, samt i nordvästra hörnet bronsskulpturen Venus med barn och svan, som tillskrivits den danske skulptören Claus Lauridsen.
De ursprungliga bronsskulpturerna på Herkulesfontänen är numera utbytta mot kopior som gjordes under 1990-talet och i början av 2000-talet. Under början av 1900-talet gjordes också en kopia av Herkules i strid med draken, som sattes upp på skulpturens ursprungliga plats i trädgården till Wallensteinpalatset i Prag. Där står den placerad på en liten rund holme i en stor kvadratisk bassäng, omgiven av fyra mindre de Vries-skulpturer från 1625: Sittande kvinna med hund, Sittande kvinna med gås, Sittande skäggig flodgud med urna och Sittande ung flodgud med treudd och urna.

## Fontänens skulpturer
- Herkules i strid med draken, brons, 1590-94, av Adrien de Vries
- Mussla i brons, i fyra exemplar, av Kaspar Schröder
- Najad på delfin, brons, i tre exemplar på bassängkanten, av Adrien de Vries
- Venus med barn, brons på bassängkanten i nordväst, tillskriven Claus Lauridsen